# Gödelovy věty o neúplnosti
Gödelovy věty o neúplnosti jsou dvě důležité matematické věty, které mají zcela výsadní postavení v celé moderní matematické logice. Důležitou roli však hrají v celé matematice, zejména pak v teorii modelů, aritmetice (respektive teorii čísel) a v teorii množin. Dokázal je roku 1931 rakouský logik Kurt Gödel.
Gödelovy věty jsou velmi významné i z hlediska filosofie matematiky, stanovují totiž hranice axiomatické metody v matematice. Plyne z nich například neproveditelnost takzvaného Hilbertova programu, který si kladl za cíl vytvořit bezespornou, úplnou teorii, s efektivně zadatelnou množinou axiomů, v níž by bylo možné interpretovat aritmetiku přirozených čísel.

## Klasické znění
Následující věty jsou formulovány velmi podobně tomu, jak je původně dokázal Kurt Gödel. Originální Gödelova terminologie i notace jsou ovšem v důsledku bouřlivého rozvoje matematické logiky následujícím po jeho objevu pro současného čtenáře téměř neproniknutelné. Proto jsou zde uvedené věty přeloženy do srozumitelnějšího jazyka moderní matematiky. Tímto překladem došlo sice k mírnému zesílení těchto vět, ne však k zesílení podstatnému. Pozdější zobecnění Gödelových vět jsou uvedena v dalších odstavcích.

### První Gödelova věta o neúplnosti

#### Znění
Nechť T je rekurzivně axiomatizovaná teorie v jazyce aritmetiky obsahující Robinsonovu aritmetiku, taková, že struktura přirozených čísel je jejím modelem. Pak existuje sentence {\displaystyle \nu }, která není v T dokazatelná ani vyvratitelná.
Formule {\displaystyle \nu } z této věty má svůj vlastní název – Gödelova formule.

#### Význam
Označme na chvíli za rozumnou takovou axiomatickou teorii schopnou hovořit o přirozených číslech, jejich sčítání a násobení, v níž:
1. není možné dokázat cokoli (např. nesmysly jako {\displaystyle (\exists x)(x\neq x)}), a zároveň takovou, že
2. jsme schopni o každém tvrzení rozhodnout (v konečném čase), zda je, či není axiomem této teorie.

Každý jistě uzná, že oba tyto požadavky jsou skutečně „rozumné“ – jinak bychom totiž buďto mohli dokázat jakékoli nesmysly nebo bychom naopak ani nevěděli, jaké předpoklady můžeme v důkazech využít.
To, co jsme právě nazvali rozumná teorie, je jen poněkud méně přesně přeříkaný matematický termín bezesporná rekurzivně axiomatizovaná teorie v jazyce aritmetiky. Pokud navíc v takové rozumné teorii budou dokazatelné základní vlastnosti přirozených čísel (jako například {\displaystyle x+0=x}), znamená to, že tato teorie obsahuje Robinsonovu aritmetiku.
To, že struktura přirozených čísel je modelem této teorie, znamená, že nic z toho, co v naší teorii můžeme dokázat o přirozených číslech, neodporuje tomu „jak to skutečně je“.
Tedy tvrzení „teorie obsahuje Robinsonovu aritmetiku a přirozená čísla jsou jejím modelem“ znamená, že tato teorie skutečně hovoří o těch přirozených číslech, které známe, a ne o nějakých podivných jiných.
První Gödelova věta pak říká, že kdykoli máme rozumnou teorii hovořící o našich přirozených číslech, pak tato teorie není dostatečně silná, aby byla schopná dokázat o přirozených číslech vše. Tedy ideální teorie požadovaná v Hilbertově programu neexistuje.

### Druhá Gödelova věta o neúplnosti

#### Znění
V Peanově aritmetice není dokazatelná ani vyvratitelná sentence {\displaystyle Con_{PA}}, kde {\displaystyle Con_{PA}} je formule, která ve struktuře přirozených čísel vyjadřuje skutečnost, že Peanova aritmetika je bezesporná.

#### Význam
První Gödelova věta říká, že v žádné rozumné teorii hovořící o přirozených číslech není dokazatelné vše. Druhá Gödelova věta dává konkrétní příklad takového nedokazatelného tvrzení pro Peanovu aritmetiku – je jím věta „Peanova aritmetika je bezesporná.“

## Zobecnění a zesílení Gödelových vět

### Klasifikace složitosti Gödelovy formule
První Gödelovu větu lze zesílit tvrzením, že tam definovaná Gödelova formule {\displaystyle \nu } je {\displaystyle \Pi _{1}} formule (viz Aritmetická hierarchie). Z tohoto zesílení tedy plyne, že v teorii T splňující předpoklady první Gödelovy věty existuje nezávislá formule nejnižší možné složitosti ({\displaystyle \nu } je {\displaystyle \Pi _{1}} a tedy {\displaystyle \neg \nu } je {\displaystyle \Sigma _{1}}). Každá {\displaystyle \Delta _{1}} formule je totiž v takové teorii již dokazatelná nebo vyvratitelná (podle toho, zda ona nebo její negace platí v přirozených číslech – to plyne z věty o sigma úplnosti Robinsonovy aritmetiky).
Navíc lze dokázat, že Gödelova formule platí ve struktuře přirozených čísel.

### Rosserova věta
Předpoklad o tom, že struktura přirozených čísel je modelem T je možné v První Gödelově větě vynechat. To říká Rosserova věta:
Nechť T je bezesporná rekurzivně axiomatizovatelná teorie v jazyce aritmetiky obsahující Robinsonovu aritmetiku. Pak existuje sentence {\displaystyle \rho }, která není v T dokazatelná ani vyvratitelná.
Formule {\displaystyle \rho } z této věty má svůj vlastní název – Rosserova formule.

### Zobecněná věta o neúplnosti
Druhou Gödelovu větu lze zobecnit následujícím způsobem:
Nechť T je bezesporná rekurzivně axiomatizovatelná teorie a existuje interpretace teorie {\displaystyle I\Sigma _{1}} (viz teorie IΣ1) v T (k tomu stačí existence interpretace Peanovy aritmetiky v T). Pak v teorii T je nezávislá formule {\displaystyle Con_{T}} vyjadřující (formální) bezespornost teorie T.
Z takto zobecněné věty plyne například neúplnost libovolného rekurzivního rozšíření Zermelo-Fraenkelovy (a tedy též Gödel-Bernaysovy) teorie množin. Všechny konečné ordinály totiž tvoří obor interpretace Peanovy aritmetiky v teorii množin.

### Nerozhodnutelnost bezesporných rozšíření Robinsonovy aritmetiky
Pomocí metod teorie vyčíslitelnosti lze dokázat tvrzení, jehož snadným důsledkem je první Gödelova věta. Toto tvrzení zní následovně:
Každé bezesporné rozšíření Robinsonovy aritmetiky je nerozhodnutelné (dokonce rekurzivně neoddělitelné). Je-li tedy rekurzivně axiomatizovatelné, je neúplné.
Toto tvrzení má svůj vlastní význam a neslouží pouze k pohodlnému důkazu první Gödelovy věty. Plyne z něj totiž například nerozhodnutelnost teorií okruhů, komutativních okruhů, oborů integrity, těles a těles charakteristiky nula.

## Zajímavé příklady nezávislých tvrzení

### V teorii množin
V teorii množin existuje velmi mnoho nezávislých tvrzení. Konkrétně v Zermelo-Fraenkelově axiomatizaci to jsou například následující:
- Axiom výběru
- Hypotéza kontinua
- Hypotéza singulárních kardinálů
- Martinův axiom
- Zobecněná hypotéza kontinua
- Diamantový princip
- Axiomy existence velkých kardinálů

### V Peanově aritmetice
Po důkazu Gödelových vět se matematici snažili nalézt příklady konkrétních zajímavých matematických tvrzení, která jsou nedokazatelná v Peanově aritmetice. Ukázalo se, že jde o velmi obtížný problém. Díky práci L. Kirbiho a J. Parise je známo několik málo takových tvrzení. Jsou to:
- Různé silnější varianty Ramseyovy věty
- Goodsteinova věta